# Bukit (Dolat Rayat)
Bukit is een bestuurslaag in het regentschap Karo van de provincie Noord-Sumatra, Indonesië. Bukit telt 992 inwoners (volkstelling 2010).